# Shane Richie
Shane Patrick Roche (Londres, Inglaterra; 11 de marzo de 1964), más conocido como Shane Richie, es un actor, comediante, locutor y cantante inglés conocido por interpretar a Alfie Moon en la serie EastEnders.

## Biografía
Es hijo de Harry Roche y tiene un hermano menor llamado, Dean Roche. Su padre murió en 2009 después de perder su batalla contra el cáncer.
En 1990 se casó con la cantante y autora Coleen Nolan con quien tuvo dos hijos, los actores Shane Roche Jr. quien nació el 2 de diciembre de 1988 y Jake Roche quien nació el 16 de septiembre de 1992, la pareja se separó en 1997 y finalmente se divorciaron en 1999.
En abril de 2005 Shane le propuso matrimonio a su novia la bailarina Christie Goddard en su cumpleaños número veintiséis. El 23 de abril de 2006 la pareja le dio la bienvenida a su primer hijo juntos, Mackenzie Blue Roche. Poco después el 21 de junio de 2007 se casaron y el 28 de julio de 2008 tuvieron su primera hija, Lolita Bell Roche.
En abril de 2011 se anunció que Shane y Christie estaban esperando su tercer hijo juntos, Christie tiene ocho meses de embarazo y está esperando a una niña. El 27 de abril de 2011 la pareja le dio la bienvenida a su tercera hija juntos, Romani-Skye Angel Shelley Roche.

## Carrera
En el 2003 escribió su autobiografía la cual llamó Rags To Richie, el cual fue un best-seller.
El 21 de noviembre de 2002 se unió al elenco de la exitosa serie británica EastEnders donde interpreta Alfred William "Alfie" Moon. Shane se fue de la serie el 25 de diciembre de 2005, casi cinco años después regresó de nuevo a la serie el 21 de septiembre de 2010 y se fue nuevamente el 25 de enero del 2016. El 24 de mayo del 2018 regresó a la serie y desde entonces aparece en ella.

## Filmografía

### Series de televisión
| Año                             | Título              | Personaje         | Notas                                    |
| ------------------------------- | ------------------- | ----------------- | ---------------------------------------- |
| 2002-2005, 2010-2016, 2018-2019 | EastEnders          | Alfie Moon        | 1,060 episodios                          |
| 2017                            | Redwater            | Alfie Moon        | 6 episodios                              |
| 2016                            | Benidorm            | Sammy Valentino   | episodio #8.7                            |
| 2016                            | Moving On           | Terry             | episodio "Taxi for Linda"                |
| 2009                            | New Tricks          | Johnny Tevis      | episodio "Death of a Timeshare Salesman" |
| 2009                            | Minder              | Archie Daley      | 6 episodios                              |
| 2008                            | Skins               | Bruce             | episodio "Sketch"                        |
| 2005                            | French and Saunders | -                 | episodio "Christmas Celebrity Special"   |
| 2003                            | Night & Day         | Danny             | 3 episodios                              |
| 2000                            | Burnside            | Tony Shotton      | 4 episodios                              |
| 1998                            | Noel's House Party  | Sebastian         | episodio # 7.18                          |
| 1991                            | You Gotta Be Jokin  | -                 | tv serie                                 |
| 1990                            | Up to Something!    | Varios Personajes | tv serie                                 |
| 1990                            | Jameson Tonight     | -                 | tv serie                                 |
| 1978                            | Grange Hill         | Estudiante        | episodio # 1.1                           |

### Películas
| Año  | Título                                                   | Personaje        | Notas                                                               |
| ---- | -------------------------------------------------------- | ---------------- | ------------------------------------------------------------------- |
| 2013 | Prisoners of the Sun                                     | Kalfhani         | junto a John Rhys-Davies, David Charvet & Joss Ackland              |
| 2011 | The Reverend                                             | Prince           | junto a Rutger Hauer                                                |
| 2010 | Risen                                                    | Mike Barrett     | junto a John Noble & Stuart Brennan                                 |
| 2009 | Whatever It Takes                                        | J.J. Merrick     | junto a Stefan D'Bart, Phaldut Sharma & Lucy Gaskell                |
| 2007 | Robbie the Reindeer in Close Encounters of the Herd Kind | Trooper          | corto                                                               |
| 2007 | The Good Samaritan                                       | Brian Guest      | junto a Louise Delamere                                             |
| 2006 | Flushed Away                                             | Sid              | prestó su voz para el personaje                                     |
| 2006 | What We Did on Our Holiday                               | Nick Taylor      | junto a Pauline Collins                                             |
| 2003 | Shoreditch                                               | Thomas Hickman   | junto a Joely Richardson                                            |
| 2001 | Silent Soul                                              | Chippy           | corto - junto a Howard Antony                                       |
| 2000 | Distant Shadow                                           | Paul             | junto a Rosie Fellner                                               |
| 1998 | Macbeth                                                  | Porter           | junto a Sean Pertwee, Greta Scacchi, Richard Coyle & Jack Davenport |
| 1998 | Dead Clean                                               | Nicos Malmatakis | corto                                                               |

### Productor y escritor
| Año  | Título           | Notas               |
| ---- | ---------------- | ------------------- |
| 2003 | Shoreditch       | productor ejecutivo |
| 1990 | Up to Something! | escritor            |

### Teatro
| Año         | Obra             | Personaje        | Director (a)     | Teatro                  | Notas                      |
| ----------- | ---------------- | ---------------- | ---------------- | ----------------------- | -------------------------- |
| 2014 - 2015 | Dick Whittington | Dick Whittington | -                | Wycombe Swan Theatre    | -                          |
| 2012 - 2013 | Cinderella       | Buttons          | Ellen McPhillips | Cliffs Pavilion Theatre | -                          |
| 2011        | Aladdin          | Aladdin          | -                | Cliffs Pavilion Theatre | -                          |
| 2009        | Aladdin          | Aladdin          | -                | Wycombe Swan Theatre    | junto a Shane & Jake Roche |

## Premios y nominaciones
| Año  | Categoría                                           | Premio                     | Serie      | Resultado |
| ---- | --------------------------------------------------- | -------------------------- | ---------- | --------- |
| 2014 | Funniest Male                                       | Inside Soap Award          | EastEnders | Nominado  |
| 2013 | Best Soap Actor                                     | TV Choice Award            | EastEnders | Ganador   |
| 2013 | Best Actor                                          | British Soap Award         | EastEnders | Nominado  |
| 2013 | TV Soap Personality                                 | TRIC Award                 | EastEnders | Ganador   |
| 2012 | Best Actor                                          | Inside Soap Award          | EastEnders | Nominado  |
| 2012 | Best Soap Actor                                     | TV Choice Award            | EastEnders | Ganador   |
| 2012 | Best Actor                                          | British Soap Award         | EastEnders | Nominado  |
| 2011 | Best Soap Actor                                     | TV Quick & TV Choice Award | EastEnders | Ganador   |
| 2011 | Best Actor                                          | British Soap Award         | EastEnders | Nominado  |
| 2011 | Best On-screen Partnership (junto a Jessie Wallace) | British Soap Award         | EastEnders | Ganadores |
| 2011 | Best Comeback (junto a Jessie Wallace)              | All About Soap Award       | EastEnders | Ganadores |
| 2006 | Best Actor                                          | Inside Soap Award          | EastEnders | Ganador   |
| 2006 | Best Actor                                          | British Soap Awards        | EastEnders | Nominado  |
| 2006 | Best Exit (junto a Jessie Wallace)                  | British Soap Awards        | EastEnders | Nominados |
| 2005 | Best Actor                                          | British Soap Awards        | EastEnders | Nominado  |
| 2005 | Most Popular Actor                                  | National Television Awards | EastEnders | Nominado  |
| 2004 | Best Actor                                          | British Soap Awards        | EastEnders | Ganador   |
| 2004 | Most Popular Actor                                  | National Television Awards | EastEnders | Nominado  |
| 2004 | Best Male Performance in a Soap                     | Golden Rose Awards         | EastEnders | Ganador   |
| 2003 | Sexiest Male                                        | British Soap Awards        | EastEnders | Ganador   |
| 2003 | Most Popular Actor                                  | National Television Awards | EastEnders | Ganador   |
| 2003 | Best Soap Newcomer                                  | TV Quick Awards            | EastEnders | Ganador   |